# ولاية خصب
ولاية خصب؛ ولاية عمانية تعتبر مركزا إقليميا لمحافظة مسندم في سلطنة عمان وتبعد عن مسقط العاصمة نحو 500 كم. تقع خصب في أقصى شمال المحافظة وتستمد اسمها من خصوبة تربتها ويوجد فيها ميناء خصب. من معالمها الأثرية عدد من القلاع والحصون والأبراج.

## التاريخ
توجد في الولاية «قلعة خصب» التي يرجع تاريخها إلى بداية عهد آل بوسعيد وقامت وزارة التراث والثقافة بترميمها في مطلع العام 1990 م. أما «حصن خصب» فليس معروفا تاريخ تشييده على وجه الدقة. وهو يقع في حلة «الكمازرة». إضافة إلى ذلك يوجد ثلاثة أبراج هي: برج «السيبة» الذي يقع في المنطقة الحاملة لنفس الاسم والمجاور لمقر إقامة شيخ تميمة خصب وتوابعها (الشيخ جمعه بن حمدان آل مالك الشحي حاليا) وبرج «كبس القصر» الذي لم يبق منه غير الأطلال وبرج سعيد بن أحمد بن سليمان آل مالك الواقع في حلة «بني سند» وهو من بقايا حصن كبير تعرض للاندثار بمرور الزمن ولم يبق منه إلا هذا البرج. ومن المساجد القديمة في ولاية «خصب» جامع «السيبة» والمسمى بالجامع الغربي وقد أعيد بناؤه في عام 1980م وكذلك مسجدي «السوق والكمازرة» الذين أعيد بناؤهما أيضا خلال عهد السلطان قابوس.

## المعالم السياحية
فيما يتعلق بالمعالم السياحية فهي تتمثل بالمنتزهات الطبيعية في الروضة والسي والخالدية. إضافة إلى وادي خن ومسيفة حيوت وخور نجد. وكذلك عدد من الأخوار والخلجان والجزر أهمها: خليج خصب وخليج كمزار وخليج شيصة وخور شم وخور النيدوخور حبلين وخور قبل وخور غب وخور قدي. ومن أهم الجزر بولاية «خصب»: نيابة ليما وجزيرة الغنم ومسندم-أم الطير وجزيرة سلامة وبناتها وأم الفيارين والخيل ومخبوق وأبو مخالف وجزيرة ساويك «السوداء». ويوجد في خصب مطار واحد هو مطار خصب.

## القلاع الأثرية
- حصن خصب

عبارة عن معقل رائع ومثير يقع في التجويف الداخلي لخليج خصب. تم تشييده في القرن السابع عشر بواسطة الغزاة البرتغاليين الذين كانوا يطمحون إلى بسط سيطرتهم على التجارة البحرية الإقليمية.